# Dusona inconspicua
Dusona inconspicua là một loài tò vò trong họ Ichneumonidae.